# غلالة وسطانية

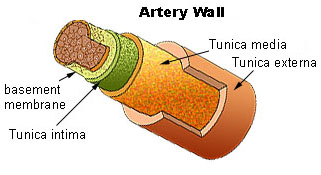
طبقات شريان

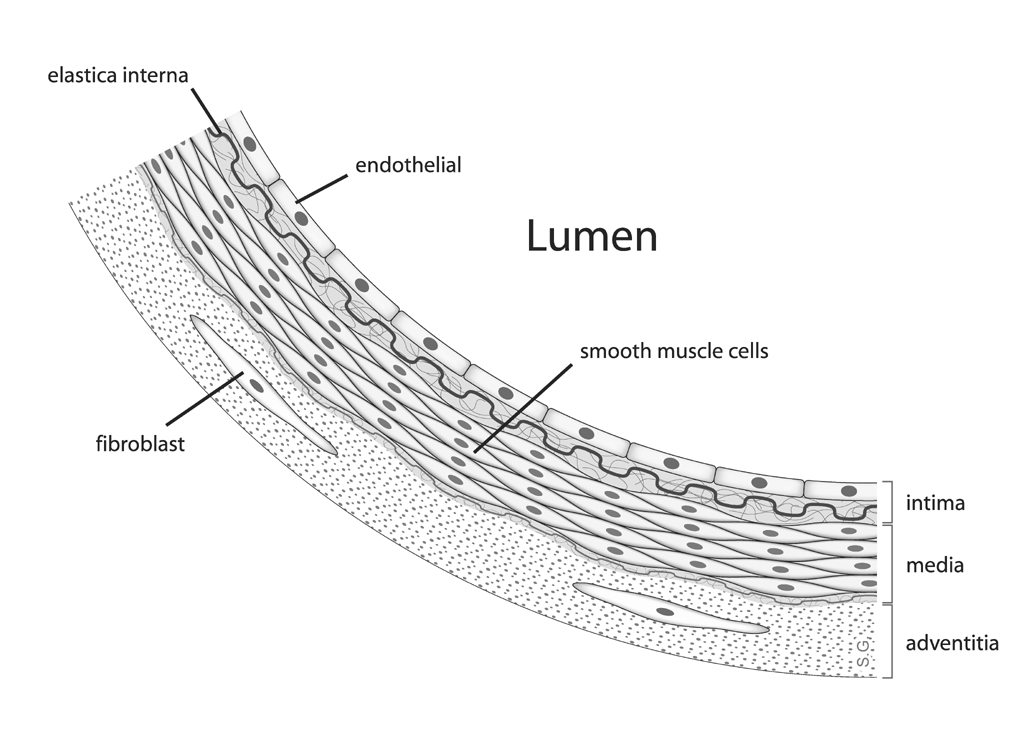
مقطع في جزء من شريان

غلالة وسطانية (بالإنجليزية: Tunica media)‏ هي طبقة وسطية في شريان أو وريد (أوعية دموية). تتكون هذه الغلالة من خلايا عضلية ملساء وكولاجين وألياف مرنة. وهي توجد بين الغلالة الباطنة الغلالة الخارجية للأوعية الدموية.

## التشريح
يعتمد سمك الطبقة العضلية على نوع الوعاء الدموي. فتكون الغلالة الوسطانية سميكة في الشرايين؛ أما في الأوردة فتكون الحدود بين الثلاثة طبقات غير واضحة، بينما تكون واضحة في الشرايين. وقد ترى في الشرايين بين الغلالة الوسطانية والغلالة الخارجية طبقة غشائية تسمى رقيقة خارجية مرنة وبين الغلالة الوسطانية والغلالة الباطنة غشاء يسمى رقيقة داخلية مرنة. وهذا هو الحال بالفعل في حالة شريان الأبهر.

## الغلالة الوسطية في الشرايين

الشريان وتكوينه الطبقي.

تشكل الغلالة الوسطانية الجزء الأكبر من أوعية الشرايين وهي المسؤولة عن إنتاج نسيج الخلايا الخارجي. 
في الشرايين الكبيرة تكون الغلالة الوسطية هي أسمك طبقة. ووظيفة الألياف العضلية فيها هو العمل على ضغط الدم في الأوعية الدموية وتنظيمه.
وتظهر النسبة الكبيرة للألياف المرنة الموجودة في الغلالة الوسطانية في شريان مرن مصفرا بعض الشيء تحت المجهر. أما في «الشرايين العضلية» فتتكوّن الغلالة الوسطانية من خلايا عضلية ملساء ومرتبة بطريقة حلزونية، مع وجود قليل من النسيج الضام المرن والمحتوي على كولاجين.
يصل متوسط سمك الغلالة الوسطانية في الأبهر عند الصدر بين 2و1 إلى 4و1 مليمتر، وعند البطن بين 0,35 إلى 0,73 مليمتر (أعلى الكليتين).

## الغلالة الوسطانية في الأوردة
من ناحية المبدأ يماثل تركيب الغلالة الوسطانية في الأوردة تركيبها في الشرايين، إلا أن الأوردة تحوي طبقة عضلية أقل سمكا بكثير من الشرايين.

## المرض
تتعرض الطبقة العضلية في الغلالة الوسطانية إلى عمليات تنكس مختلفة تؤدي إلى ضياع مرونة جدار الأوعية الدموية، أو زيادة سمكها وتكلسها وتضييقها. وهي عمليات طبيعية وتعتمد أيضا على التقدم في العمر، وانخفاض معدل تجديد الأنسجة المعنية.
وتلعب الغلالة الوسطية دورا مهما في نشأة التصلب الشرياني. فبسبب فرط ضغط الدم تزداد سمك الطبقة العضلية في الغلالة الوسطانية مما يجعل سمك الطبقة العضلية يزداد، حتى أن تموينها بالأكسجين يقل أيضا. وقد يؤدي ذلك إلى موت بعض الخلايا وتكون بثرات في الطبقة العضلية. وقد يصبح تجويف الوعاء الدموي ضيقا إلى حد عدم استطاعة الدم المرور فيه. ومن خلال المرور البطيء للدم قد يحدث تكون خثرة وتكوين جلطة، وتكون الشرايين الصغيرة والشعرية أكثر 
عرضة لحدوث ذلك.

## صور إضافية

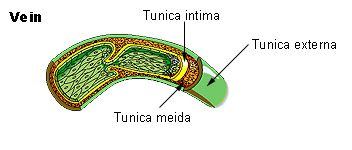
غلالات وريد
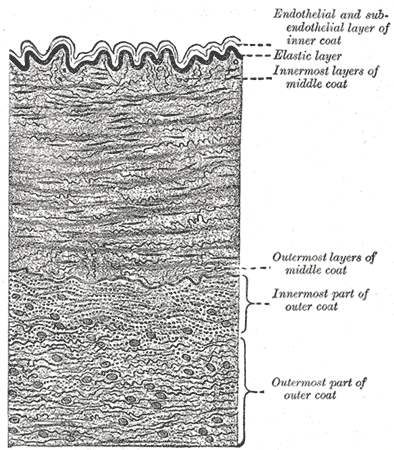
مقطع في شريان متوسط الحجم
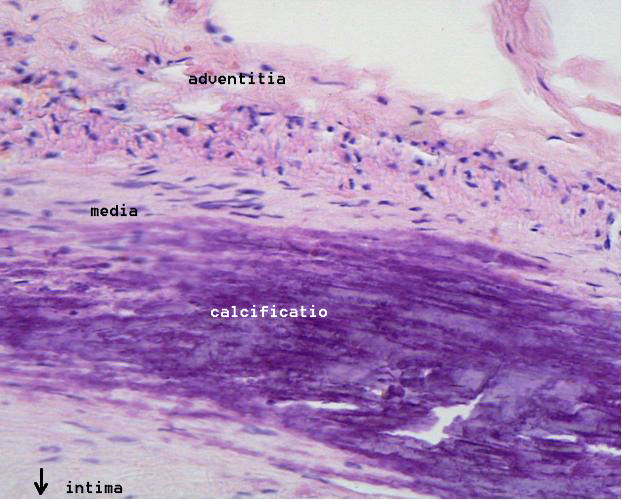
صورة بالمجهر لجدار شريان متكلس (لون بنفسجي، ناتج عن محلول كاشف)

## وصلات خارجية
- صور تشريحيَّة: Circulatory/vessels/vessels7/vessels3 - علم الأعضاء المقارن في جامعة كاليفورنيا، ديفيس - "Bird, vessels (LM, High)"

## اقرأ أيضا
- بطانة غشائية
- شريان
- رقيقة داخلية
- شرين
- شريان موصل